# 이동초등학교 (경기)
이동초등학교는 대한민국 경기도 포천시 이동면 장암리에 있는 공립 초등학교이다.

## 학교 연혁
- 1933년 6월 10일 이동공립보통학교 설립인가
- 1938년 4월 1일 이동공립심상소학교로 개칭[1]
- 1941년 4월 1일 이동공립국민학교로 개칭[2]
- 1945년 8월 15일 해방, 공산 치하로 편입
- 1954년 6월 15일 해당 지역 수복으로 재개교
- 1996년 3월 1일 이동초등학교로 개칭
- 1996년 3월 1일 이동초등학교로 명칭 변경[3]
- 2019년 11월 18일 외벽공사 준공
- 2019년 12월 31일 제71회 졸업식 (20명, 졸업생 5,875명)
- 2020년 3월 1일 제25대 김미정 교장 취임
- 2020년 3월 1일 일반 9학급, 특수 1학급 편성
- 2021년 1월 8일 제72회 졸업식 (20명, 졸업생 5,895명)
- 2021년 3월 1일 일반 8학급, 특수 1학급 편성

## 학교 상징
- 교화 - 개나리 : 항상 밝은 웃음과 착한 마음을 가지고 미래의 선각자가 되라는 의미
- 교목 - 은행나무 : 하늘 향해 굳게 뻗은 은행나무는 높은 기상과 굳은 의지를 지닌 이동의 어린이 상을 상징

## 참고 자료
- 이동초등학교 - 한국교육학술정보원 학교알리미